# Уотерс, Дэниел
Дэниел Уотерс (англ.  Daniel Waters; род. 10 ноября, 1962 года, Кливленд, Огайо, США) — американский сценарист и кинорежиссёр. Старший брат режиссёра, сценариста и кинопродюсера Марка Уотерса.

## Биография
Родился 10 ноября 1962 года в городе Кливленде, штат Огайо, США, детство прошло в Саут-Бенде, штат Индиана.
После окончания школы Уотерс переехал в Монреаль, где окончил Университет Макгилла . После окончания университета он переехал в Лос-Анджелес и стал работать менеджером в видеомагазине.
Стал известен после того, как написал в 1988 году сценарий черной комедии «Смертельное влечение», за которую он получил премию Эдгара 1990 года. Фильм «Смертельное влечение» явился для него попыткой написать об истинной природе подростков и общества средней школы.
В течение последующих четырех лет работал соавтором при написании сценария комедии «Приключения Форда Фэрлейна», написал сценарий сиквела «Бэтмен возвращается», а затем написал сценарии к фильмам «Гудзонский ястреб» и «Разрушитель», для которых он повторно объединился с режиссером Майклом Леманном. 
В 2001 году дебютировал как режиссёр, поставив фильм «Летние забавы».

## Фильмография

### Сценарист
- 1989: Смертельное влечение
- 1990: Приключения Форда Фэрлейна
- 1991: Гудзонский ястреб
- 1992: Бэтмен возвращается
- 1993: Разрушитель
- 2001: Летние забавы
- 2007: Секс и 101 смерть
- 2014: Академия вампиров

### Режиссёр
- 2001: Летние забавы
- 2007: Секс и 101 смерть

### Актёр
- 1981: Beyond Our Control (Fernsehserie)